# Bundesdenkmalamt

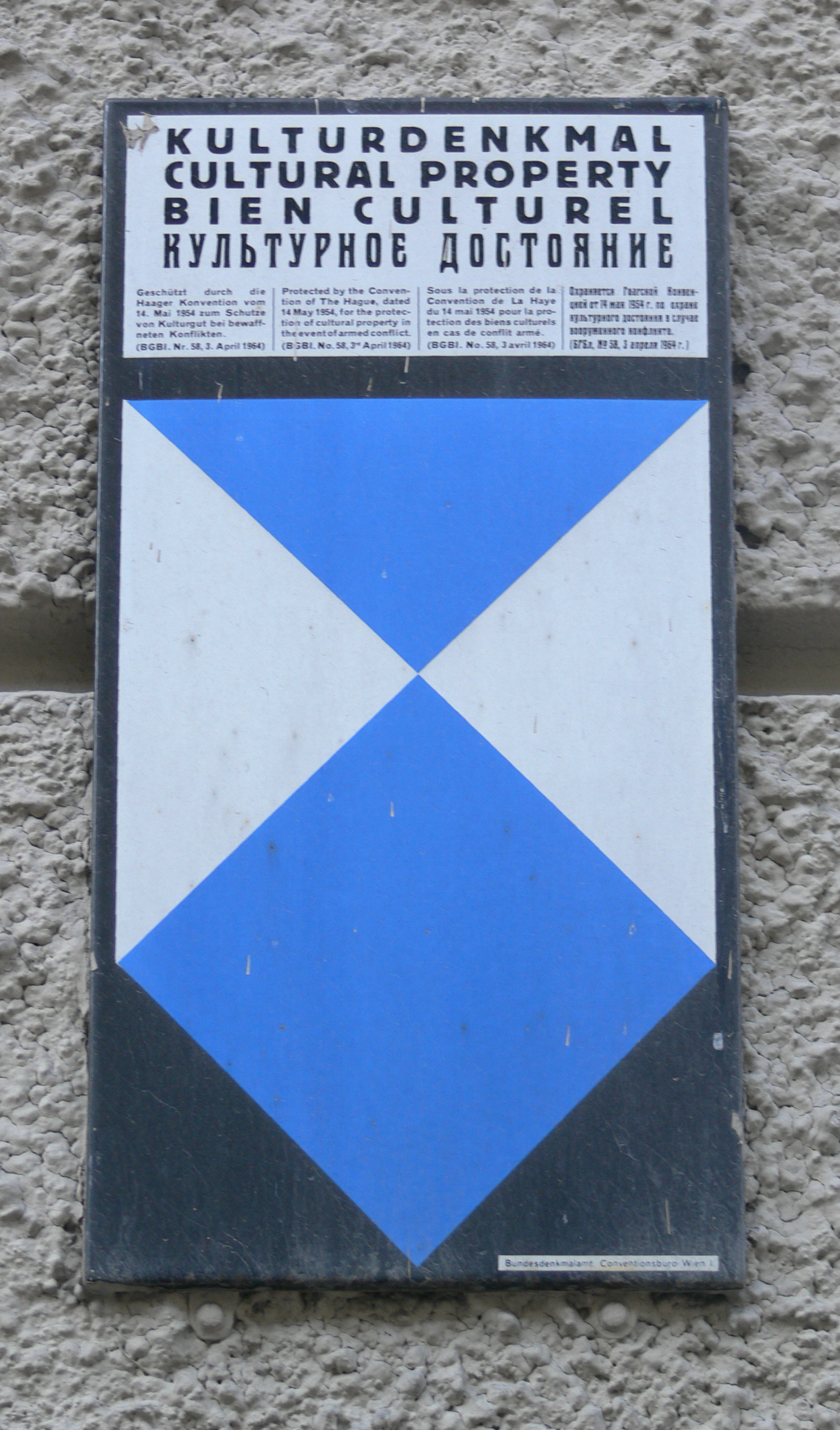
Placca del Bundesdenkmalamt su un edificio di Salisburgo che lo indica come "bene culturale" in quattro lingue; tedesco: Kulturdenkmal, inglese: Cultural property, francese: Bien culture e russo: Культурное Достояние.

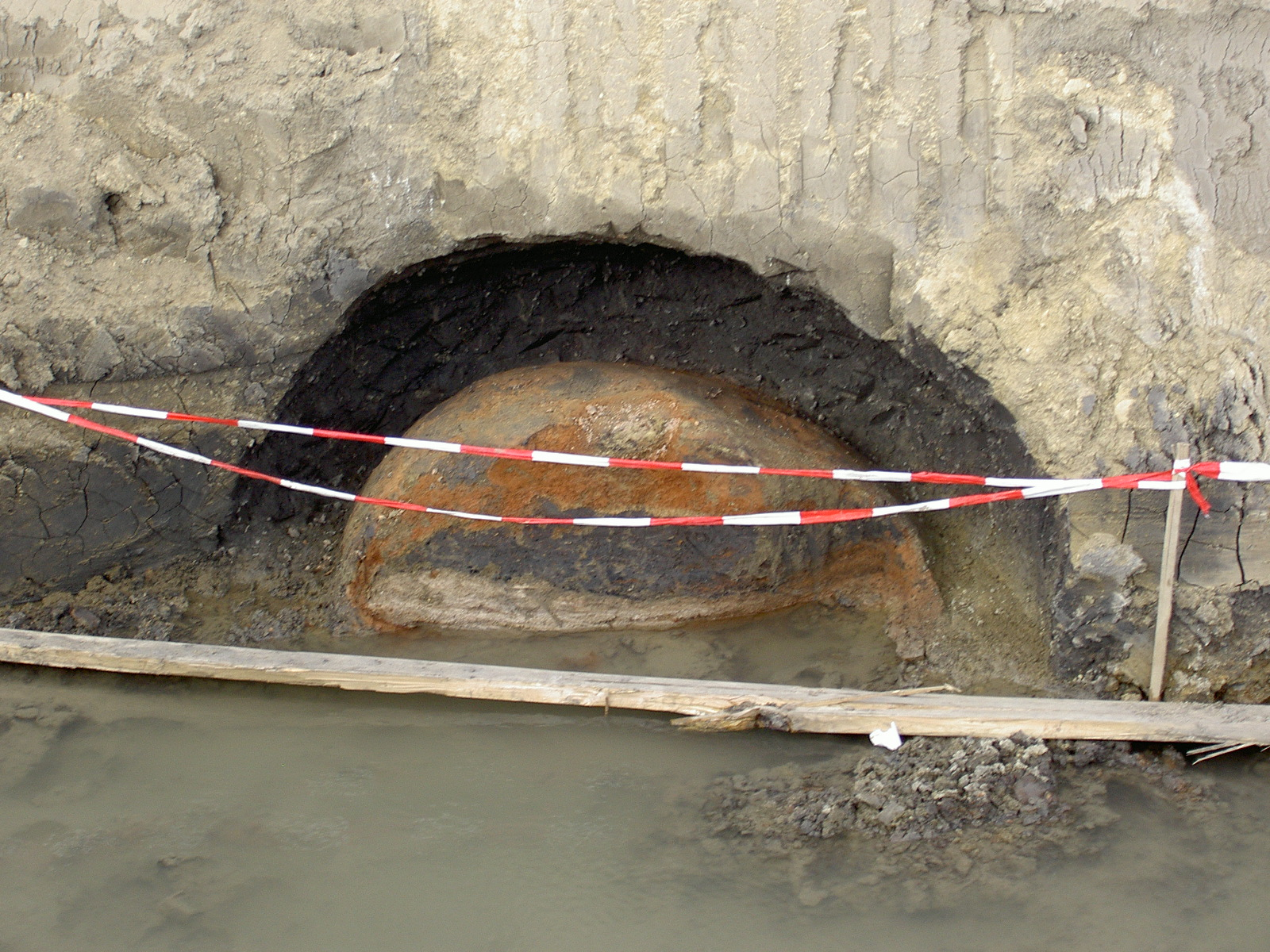
Forno alto-medievale scoperto durante gli scavi a Gaweinstal dal Bundesdenkmalamt.

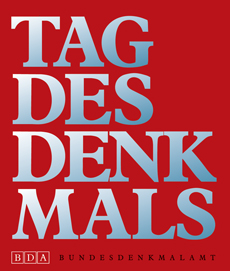
Poster for the Tag des Denkmals, the Austrian version of the European Heritage Days, sponsored by the Bundesdenkmalamt.

Il Bundesdenkmalamt (BDA) è l'agenzia austriaca federale per i monumenti, un dipartimento del Ministero federale dell'educazione, arte e cultura che è responsabile dei beni culturali in Austria.